# Прокопчук Олег Григорович
Олег Григорович Прокопчук (* 6 квітня 1944, Васьківці (за іншими даними Басчі, Талди-Курганський район) — український скульптор у Сумах. «Заслужений художник України». Працює у царині монументальної і станкової скульптури, модельєрної пластики, акварелі, олійного живопису.
Також один із засновників самодіяльного ансамблю «Червона Рута» у Вижниці.
Член НСХУ. Викладач Сумського педагогічного університету.

## Життєпис
Народився в сім'ї вчителів. Батько Григорій Петрович, у 1943 році отримав поранення під час німецько-радянської війни. У військовому шпиталі Казахстану познайомився з майбутньою дружиною Євгенією Леонтівною. Після народження Олега родина переїхала в Україну, до села Васьківці, що на Хмельниччині.
Навчався в одному класі з Василем Зінкевичем, а також в одній художній школі прикладного мистецтва у Вижниці. Там само із Зінкевичем організували ансамбль «Смеречина». Олег в ансамблі був танцюристом.
1966—1967 — відразу після армії здав документи до Київського художнього училища, а також здав іспити, які приймав Михайло Лисенко, та приятель переманив їхати поступати до Москви. То ж зголосився і поступив до Московського вищого промислового художнього училища на відділення скульптури. Як каже Олег Прокопчук:
| То взагалі було диво, що я поступив. Бо на одне місце перепадало сім чоловік із них п’ять москвичів, один росіянин, в українця взагалі мало шансів |
Коли вже був на останньому курсі до гуртожитку завітало двоє хлопців із України, попросилися переночувати. Обидва були із Сум, один запросив до свого міста. Після закінчення навчання Олег зголосився на запрошення, приїхав у гості і залишився в Сумах назавжди.
У 1972 році захистив диплом Московського вищого художньо-промислового училища (колишнє Строгановське) за фахом «Архітектурно-декоративна пластика». Викладачі: Шульц Г. О., Рабинович С. Л..
Член національної спілки художників України з 1977 року.

## Робота
У творчому доробку десятки пам'ятників, меморіальних дощок. Взяв участь у відновленні пам'ятника І. Г. Харитоненку, який знищили большевики під час анексії України у 1917-му році. Також автор пам'ятного знаку Голодомору в Сумах, контактної скульптурної композиції «малюки», серед багатьох меморіальних дощок є О. Олесю в Сумах та Білопіллі, Бурлюку Давиду, Охріменку Павлу, Ключині Павлу та багато інших.
Автор посмертної маски краєзнавця Геннадія Петрова, надгробних бюстів науковцю Анатолію Коломацькому, поету Анатолію Семенюті. Також автор пам'ятника українському і радянському льотчику Івану Кожедубу в Сумах.
Ігнорує церемонії відкриття пам'ятників, автором яких є. За його словами, у загальній помпі піару можновладців завжди забувають сказати ім'я скульптора.
Працює викладачем у Сумському педагогічному університеті.

## Творча спадщина
З 1971 року активно включився в творчу діяльність, є постійним учасником обласних, всеукраїнських та зарубіжних виставок.
За творчий період створив багато пам'яток, бюстів, меморіальних дощок видатним діячам області та країни. Зокрема: пам'ятник загиблим воїнам в с. Могриця (1974), пам'ятник загиблим воїнам в с. Шевченкове, Конотопського району (1976), бюст героя-розвідника К. С. Гнідашу в с. Сологубівка, Роменського району (1978), герою Радянського Союзу Ройченку О. О. у м. Суми (1979).
Основні твори: пам'ятник тричі герою Радянського Союзу Кожедубу І. М., пам'ятний знак жертвам голодомору 1932—1933 р.р., контактна скульптурна композиція «Малята-ласуни» — м. Суми, пам'ятник воїнам-афганцям — м. Охтирка.
Прагне до відтворення психологічно складних, інтелектуально багатих образів, видатних людей Сумщини. Зокрема поета-байкаря Скакуна В. П., поета-лірика Гризуна А. П., поета Данька М. М., художника Шаповала І. Л., графіка Ратнера В. Я., олімпійського чемпіона Шапоренка О. М., письменника Царика Ю. М., та багатьох інших.
Виконав меморіальні дошки Давида Бурлюка на будівлі Олександрівської гімназії м Суми (2007), Олександра Олеся, меморіальна дошка видатному юристу Сташису на будівлі Української академії банківської справи (2001), Павла Ключини. Виконав для інтер'єру училища мистецтв і культури імені Д. С. Бортнянського як дар бюст-портрет Д. Бортнянського.
Особливою творчою фантазією розкрився як художник в акварелі. Філософський підхід ідейно-образного вирішення теми властиві багатьом сюжетним композиціям: «Викрадення Європи», «Введення Богородиці в храм», «Джерело», «Яблучний серпень», «Задрімав ангел» та багато інших.

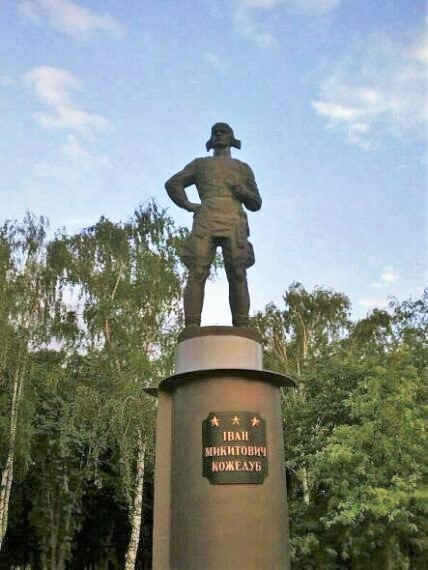
Пам'ятник радянському льотчику-винищувачу, тричі Герою Радянського Союзу — Івану Микитовичу Кожедубу (1920—1991). Скульптура встановлена до святкування 350-річчя міста у 2004 році біля входу в центральний міський парк відпочинку, якому присвоєно ім'я льотчика. Входить до реєстру пам'яток монументального мистецтва національного значення.

Багато робіт присвячено релігійній тематиці. За його словами, цей напрям його поглинув на початку 1990-х років, із початком розвалу СРСР.
Постійно бере участь у всеукраїнських та міжнародних виставках. Має низку персональних виставок.

### Нагороди
Отримав диплом фіналіста міжнародної виставки конкурсу «Прохоровское поле» — Росія, диплом конкурсу ім. Миколи Макаренка  — Київ, нагороджений багатьма грамотами облдержадміністрації, почесною грамотою міністра культури України.
2018 — Заслужений художник України.

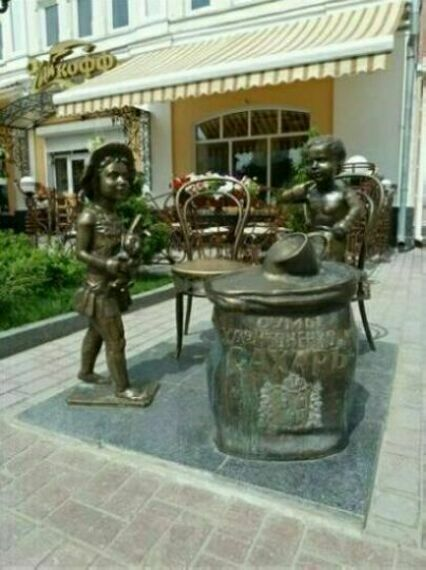
Контактна скульптура «Малята-ласуни» на вул. Воскресенській встановлена до 355-річчя міста Сум. Це данина пам'яті цукрової промисловості Харитоненків, завдяки якій місто досягло процвітання в XIX ст. Бронзовий хлопчик на стільці поїдає з мішка цукор, а дівчинка стоїть поруч.

Його роботи знаходяться в художніх музеях Сум, м. Лебедина, м. Тростянця, у приватних зібраннях колекціонерів України , Росії, Білорусі, Польщі та ін.
Веде активну педагогічну роботу — підготував частину учнів і студентів для подальшого навчання в академіях мистецтв Харкова, Львова, Києва.
Провів більше десяти персональних виставок у м. Суми, у Києві.

Пам'ятник жертвам голодомору у м. Суми. На стелі меморіалу з металевих букв набраний напис: «Невимовний біль, тугу приносити на вічну пам'ять і спокій жертвам Голодомору 1932—1933 років».

Нагороджений почесною грамотою Управління культури і туризму Сумської облдержадміністрації, почесною грамотою міського голови Сум за створення пам'ятника І. Кожедубу, почесною грамотою голови Сумської обласної державної адміністрації.
Його ім'я занесено до книги «Сумщина в іменах».

## Персональні виставки
- м. Харків, 1981 р.
- м. Суми, 1994 р.
- м. Суми, 1999 р.
- м. Суми, 2007 р.
- м. Київ, 1982 р.

## Участь у художніх виставках
- Всесоюзна виставка малих форм, м Москва 1972 р.
- Всеросійська виставка медальерного мистецтва, м Ленінград, 1973 р.
- Республіканська виставка молодих художників, м. Київ, 1973 р.
- Всеукраїнська виставка портрета, м Чугуїв, 1974 р
- Другий всесоюзний виставка медальерного мистецтва, м. Москва, 1975 р.
- Художня виставка в Болгарії, м Враца, 1980 р.
- Республіканська виставка «Завжди готовий».
- Всесоюзна виставка «Завжди готовий», м. Москва, 1982 р.
- Виставка сумських художників, м. Київ, 1994 р.
- Всеукраїнська виставка до Дня художника, м. Київ, 2009 р.

## Скульптура

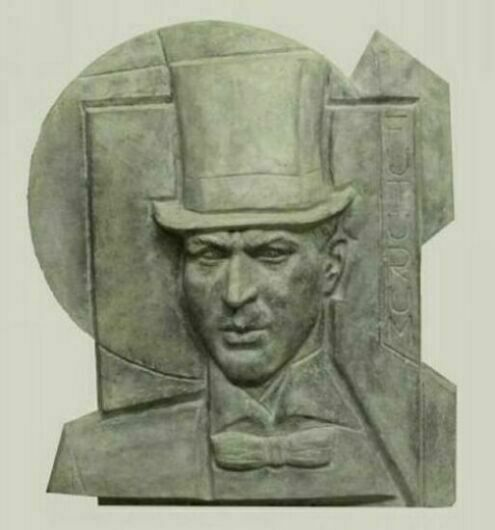
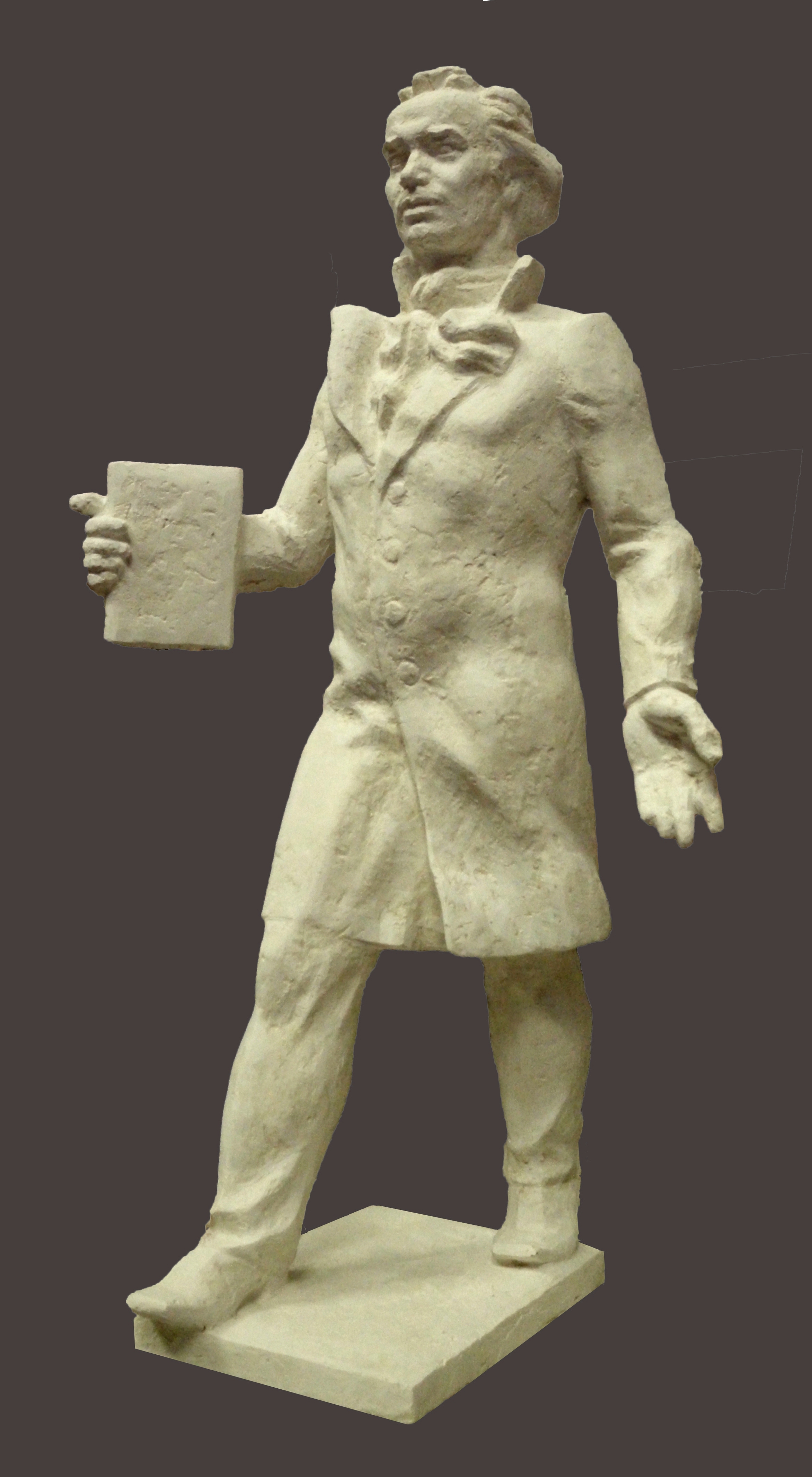
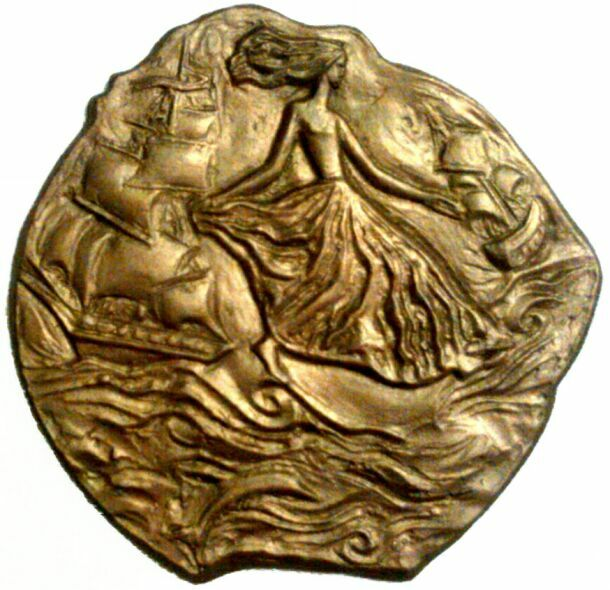
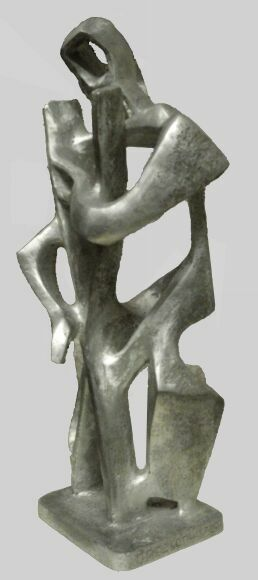